# Port bort
|  | Denne artikel er oprettet af botten PalnaBot ud fra en ekstern database. Den kan derfor have sproglige fejl eller mangler. Denne skabelon kan fjernes efter kontrol af indholdet. |

Port bort er en eksperimentalfilm fra 1993 instrueret af Jeanette Schou, Jeanette Schou efter manuskript af Jeanette Schou.

## Handling
En poetisk scratch-video om at være i en fremmed havn. Stjålne og egne billeder blandes i et univers af havne, have og stjernetåger. Sømanden bevæger sig dansende, erindrende og reflekterende i et forsøg på at glemme.